# Ali, Rabiaa et les Autres...
Ali, Rabiaa et les Autres (en àrab علي، ربيعة والآخرون) és una pel·lícula marroquina dirigida per Ahmed Boulane, estrenada el 2000.

## Sinopsi
Ali, involucrat en un afer polític, va passar 20 anys a la presó per assassinat.
Quan el solten, tot és molt diferent, el grup d'amics s'ho ha passat genial, cadascú porta la seva pròpia vida, l'Alí ja no té el lloc privilegiat que tenia abans.
Només Rabiaa i la seva filla ofereixen una solució per a la reinserció en el present i la reconciliació amb el passat, tot i que és dolorós d'aconseguir.

## Repartiment
- Younes Megri : Ali
- Hiam Abbass : Rabiaa
- Hassan El Fad : Abdellah

## Producció
- Ali, Rabiaa et les autres és la primera pel·lícula marroquina que tracta sobre els anys de plom al Marroc. Una "censura no oficial" el va treure ràpidament dels cinemes, i la seva emissió a les televisions marroquines es va reduir uns minuts.
- l'any 2005, durant la projecció de la pel·lícula a la Facultat de Ciències Humanes de Casablanca, la projecció va ser interrompuda pels estudiants islamistes

## Distincions
- Premi d'Interpretació del Festival d'Alexandria, Egipte 2001.[3]
- Premi al millor primer treball FNF Marràqueix, Marroc 2001.
- Premi de premsa a la millor pel·lícula FNF Marrakech, Marroc 2001.
- Preu de muntatge FNF Marràqueix, Marroc 2001.
- Premi d'Interpretació FNF Marrakech, Marroc 2001.
- Premi especial del jurat al Festival Avança, Portugal 2001.
- Menció especial al Fameck Arab Film Festival, França 2001.